# Östgruppen

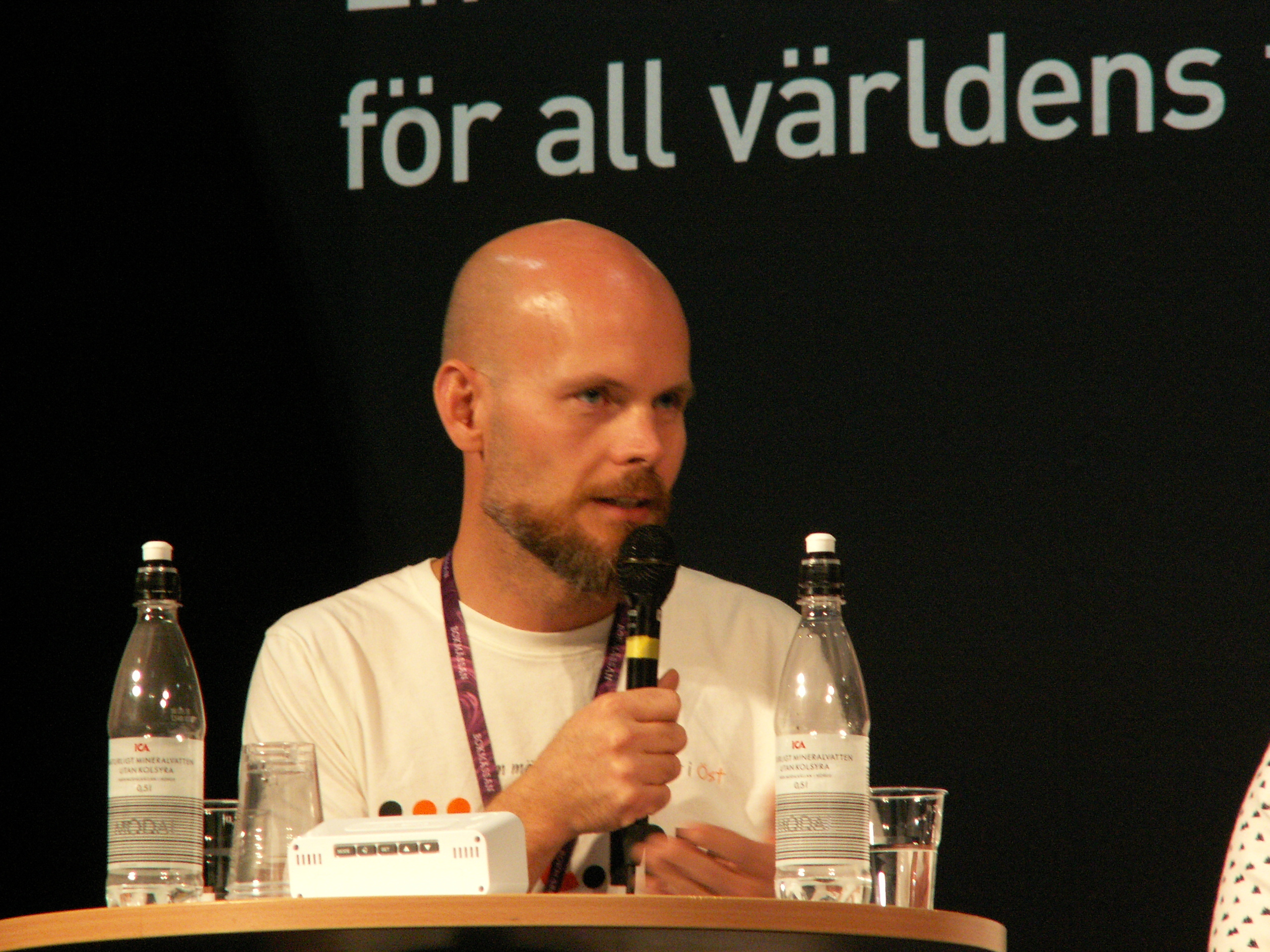
Jon Fridholm från Östgruppen intervjuar ryska människorättsaktivister, vid Bokmässan i Göteborg 2017.

Östgruppen, egentligen Östgruppen för demokrati och mänskliga rättigheter, är en svensk ideell organisation som vill främja stabil fred och en demokratisk utveckling, där mänskliga rättigheter respekteras, i Östeuropa och Centralasien. Östgruppen stödjer processer och människor som verkar för organisationens mål. Målsättningen är också att sprida kunskap och väcka opinion i dessa frågor i Sverige.
Östgruppen bildades som egen organisation 2004, innan dess ingick organisationen i Svenska freds- och skiljedomsföreningen.
Bland Östgruppens internationella samarbetspartner återfinns människorättsorganisationerna i respektive land, bland annat Vjasna i Belarus, Tjetjeniens mödrar samt Rysslands Soldatmödrakommitté.
Sedan december 2022 är Malin Fagerberg Wikström ordförande för Östgruppen.
I januari 2024 upprättade Östgruppen ett människorättspris som, enligt Östgruppen, "[...] syftar till att på ett positivt sätt uppmärksamma, uppmuntra och belysa vikten av ett aktivt arbete för mänskliga fri- och rättigheter i samhället och världen".